# Philip Morris International
Philip Morris International (PMI) és la companyia de tabac més gran del món, integrada al Grup Altria i formada per dues empreses específiques per a les seves operacions a Stamford, als Estats Units i la resta del món. Cotitzada a la Borsa de Valors de Nova York (NYSE: PM).
En 1847, Philip Morris va obrir una botiga de tabac a Londres. A la seva mort, la seva dona i el seu germà es van fer càrrec del negoci, convertint-ho en una societat anònima en 1881 que després de diversos canvis passaria a denominar-se Philip Morris & Co Ltd. el 1885.
El producte més reconegut i més venut de la companyia és Marlboro.

## Controvèrsies
El març del 2010, Philip Morris va demandar l'Uruguai, per la llei de salut que limita el consum del tabac al país, majoritàriament comerciat per aquesta marca.
El 8 de juliol del 2016, en el cas Philip Morris contra l'Uruguai el Centre Internacional d'Arranjament de Diferències Relatives a Inversions dictamina que l'Uruguai va guanyar el judici i això va crear jurisprudència internacional.